# Michael C. Reed
Michael Charles Reed (* 7. Mai 1942 in Kalamazoo, Michigan)  ist ein US-amerikanischer Mathematiker, der sich mit mathematischer Physik, Analysis und Anwendungen der Mathematik in der Biologie befasst.

## Werdegang
Reed studierte an der Yale University mit dem Bachelor-Abschluss 1963 und an der Stanford University mit dem Master-Abschluss 1966 und der Promotion bei Ralph Phillips 1968 (On the self-adjointness of quantum fields and Hamiltonians). Ab 1968 war er Instructor und später Assistant Professor an der Princeton University und seit 1974 ist er Professor an der Duke University, an der er 1982 bis 1989 der Mathematik-Fakultät vorstand und seit 1986 Direktor des Center for Mathematics and Computation in Life Science and Medicine war.
Er befasst sich mit nichtlinearer harmonischer Analysis und partiellen Differentialgleichungen, speziell Streutheorie und Ausbreitung von Singularitäten, und ist der Ko-Autor einer Reihe von vier Monographien über mathematische Physik mit Barry Simon, einem Standardwerk.
Reed befasst sich aber vor allem mit Anwendung der Mathematik in der Biologie und Medizin und Problemen der Analysis, die sich daraus ergeben. Beispielsweise untersuchte er mit dem Biologen Fred Nijhout Regelmechanismen für den Stoffwechsel der Zelle und speziell Methionin, Folsäure und Glutathion in der Leber mit Anwendung auf die Erklärung verschiedener Krankheiten und Vergiftungsmechanismen. Außerdem untersuchten sie den Stoffwechsel von Dopamin und Serotonin im Gehirn mit mathematischen Modellen. Weitere Anwendungen waren das auditorische Nervensystem von Säugern, das optische Hirnsystem von Eulen, Modelle der Bildung des Luteinisierenden Hormons und Follikelstimulierenden Hormons in der Hypophyse, Modelle der Wechselwirkung Fötus-Mutter und Modelle des Insekten-Stoffwechsels.
2012 wurde er Fellow der American Mathematical Society. 1974 bis 1980 war er Herausgeber des Duke Journal of Mathematics.
Er ist seit 1992 verheiratet und hat vier Kinder.

## Schriften
- Why is mathematical biology so hard ?, Notices AMS, 2004, Nr.3, pdf
- mit Barry Simon: Methods of mathematical physics, 4 Bände, siehe die Literaturangaben bei Simon.